# Château de la Tour du Raynier
Le château de la Tour du Raynier est un château situé à Verneuil-le-Château (Indre-et-Loire) et inscrit aux monuments historiques le 5 août 1963.